# Movimento Politico dei Lavoratori
Il Movimento Politico dei Lavoratori (MPL) è stato un partito politico italiano.

## Storia
Fondato il 29 ottobre 1971 da Livio Labor, ex presidente delle Associazioni Cristiane Lavoratori Italiani (ACLI), ebbe il contributo di Gennaro Acquaviva, Luigi Covatta, Giovanni Russo Spena, Corrado Clini, Gian Giacomo Migone, Pierluigi Mantini e dei deputati Cesare Pirisi e Giuseppe Gerbino.
Dopo che il congresso delle ACLI aveva votato la fine del collateralismo con la Democrazia Cristiana, Labor e Riccardo Lombardi si distinsero per l'Associazione di Cultura Politica (ACPOL), impegnata per la ristrutturazione della sinistra italiana. 
Il 5 luglio 1970 l'ACPOL si sciolse per avviare la fase costituente dell'MPL. 
Esso aveva l'obiettivo di rappresentare l'area del dissenso verso la DC e in questo senso avrebbe dovuto catalizzare i consensi dei cattolici progressisti e di sinistra. Tra i candidati vi era anche un giovane Savino Pezzotta per la Camera nel collegio di Brescia e Bergamo.
Tuttavia, dopo le elezioni politiche del 1972 (alle quali il MPL partecipò raccogliendo circa 120.000 voti, pari allo 0,36% e nessun seggio), la gran parte del MPL (Labor, Acquaviva, Benadusi, il giovane Marco Biagi, Luigi Covatta e molti altri) confluì nel Partito Socialista Italiano, nel quale svolse un ruolo di primo piano nel rinnovamento della cultura del socialismo italiano (col Progetto socialista del 1978 e con la Conferenza di Rimini del 1982) e nell'azione del governo Craxi, specialmente in occasione della revisione del Concordato fra lo Stato Italiano e la Santa Sede.
La minoranza del MPL decise invece di proseguire la propria attività politica come Alternativa Socialista. Tre mesi dopo la nuova formazione si sarebbe fusa con il Nuovo Partito Socialista Italiano di Unità Proletaria (Nuovo PSIUP) per fondare il Partito di Unità Proletaria (PdUP). 
Nel luglio 1974 il PdUP si fuse con il gruppo de il manifesto e dette vita al Partito di Unità Proletaria per il Comunismo (PdUP per il Comunismo). A sua volta il PdUP per il Comunismo si suddivise nel gennaio 1977 in due distinte formazioni, grossomodo corrispondenti a il manifesto e PdUP.
L'area riconducibile PdUP aderì alla costituente di Democrazia Proletaria (DP) e furono proprio gli esponenti del vecchio MPL a rimanere in DP dopo che nel 1979 i dirigenti ex NPSIdUP (primi fra tutti Foa e Miniati) si ritirarono dalla vita politica e dal partito. Nel 1987 Russo Spena fu eletto segretario nazionale di DP come successore di Mario Capanna e da allora rimase alla guida del partito fino alla confluenza di esso nel Partito della Rifondazione Comunista, in cui avrebbero militato in maggioranza tutti gli esponenti della sinistra del MPL (tranne Migone, passato ai Democratici di Sinistra).